# Flughafen Pucallpa

i7
i11
i13
Der Aeropuerto Internacional Capitán FAP David Abensur Rengifo ist der regionale Flughafen der peruanischen Stadt Pucallpa.
Er wird von der LAN Perú und von der LC Perú von Lima aus angeflogen.
Es gab zwei schwere Flugunfälle auf Flügen zum Flughafen Pucallpa.
- Am 24. Dezember 1971 stürzte eine auf Pucallpa zufliegende Lockheed L-188 Electra (Luftfahrzeugkennzeichen OB-R-941) (LANSA-Flug 508) noch weit vor Pucallpa ab, als das Flugzeug nach Blitzeinschlag auseinanderbrach. Wie durch ein Wunder überlebte die 17-jährige Juliane Koepcke als einzige den Absturz aus 3000 Meter Höhe mit 91 Todesopfern. Ihr gelang es, sich verletzt 10 Tage ohne richtige Nahrung durch den Urwald bis zu einem Waldarbeitercamp durchzuschlagen.

- Am 23. August 2005 wurde eine Boeing 737-200 (OB-1809-P) auf dem TANS-Perú-Flug 204, die sich im Landeanflug auf Pucallpa befand, in der Nähe des Flughafens in den Boden geflogen.[1]